# Ребекка Чемберс
Ребекка Чемберс (яп. レベッカ・チェンバース Рэбэкка Тэмба:су, англ. Rebecca Chambers) — игровой персонаж сериала Resident Evil, созданного компанией Capcom.
Ребекка впервые появилась в 1996 году, в качестве вспомогательного героя, в оригинальной Resident Evil. Здесь она выступает в роли члена «S.T.A.R.S.», американского полицейского специального отряда, оказавшегося в ловушке в таинственном особняке. Она является протагонистом в двух играх. В приквеле оригинальной игры, Resident Evil Zero, где вынуждена пойти на сотрудничество с беглым заключённым Билли Коэном. А также появляется в Resident Evil: The Umbrella Chronicles. Кроме того, она — один из героев книжной серии Resident Evil.

## Концепция и дизайн
В кат-сценах оригинальной игры 1996 года Ребекку сыграла актриса, указанная в титрах как «Линда».
Персонажа озвучили: Хоуп Леви (ремейк 2002 года), в 2002 году Рива Ди Паола (Resident Evil Zero), а также в 2007—2008 годах Стефани Шех (Resident Evil: The Umbrella Chronicles и RE5). В RE0 Ребекка была смоделирована по образу поп-певицы Аюми Хамасаки, которая была официальным представителем игры в Японии. Альтернативные костюмы Ребекки в играх «обнажают её талию и роскошную фигуру».

## Появление

### В играх
Впервые Ребекка Чемберс появилась в оригинальной игре Resident Evil, в качестве вспомогательного персонажа для Криса Редфилда, сослуживца по «S.T.A.R.S.». Она добирается до Арклейского исследовательского центра раньше отряда Альфа — после того, как её отряд был рассеян по территории Арклейских гор. Ребекка, 18-летний новичок в отряде Браво подразделения «S.T.A.R.S.», отвечает за защиту тыла и выступает в качестве полевого медика отряда. До поступления на службу Ребекка была ребёнком-гением и смогла окончить колледж в 18 лет.
На протяжении всей игры, путь, который выберет игрок, определяет персонажа и её участие. Ребекка может управляться игроком только в определённых частях игры. Ребекка выступает как единственный оставшийся в живых член отряда Браво. Известно, что она также пережила события Resident Evil 2, в которой персонаж оставляет заметный след, в виде пасхального яйца, играя эпизодическую роль в невыпущенной плёнке на столе Вескера.
В игре Resident Evil Zero, которая является приквелом к Resident Evil, Ребекка Чемберс является одним из двух главных протагонистов. В этой игре Ребекка, во время расследования серии странных убийств в Арклейских горах, попадает в поезд «Ecliptic Express». По пути она встречает сбежавшего заключённого, приговорённого к смерти бывшего военного Билли Коэна, который стал помогать ей. Они обнаруживают, что организовал нападения Джеймс Маркус, в прошлом один из ведущих учёных корпорации Umbrella, который реанимировал себя, чтобы уничтожить своих убийц. В конце игры, им удаётся уничтожить Маркуса. Ребекка позволяет Билли сбежать, а сама позднее составляет ложный доклад властям о его смерти.
Ребекка появляется в игре The Umbrella Chronicles, в которой кратко излагаются события Resident Evil Zero и дополнительные подробности о ней, между событиями Resident Evil Zero и Resident Evil. Здесь её напарником выступает Ричард Эйкен, другой член отряда Браво, и они работают вместе, чтобы отбиться от орд зомби. Ребекка Чемберс также является игровым персонажем в Resident Evil 5: Gold Edition в миниигре «Воссоединение Наёмников» (англ. Mercenaries Reunion), и в игре Resident Evil: The Mercenaries 3D.
Ребекка Чемберс является играбельным персонажем в роли выжившего в игре Dead by Daylight.

### В других медиа
Ребекка играет главную роль в книгах серии Resident Evil, изданных в 1998—2004 годах. А именно, в оригинальных Обитель зла: Бухта Калибан и Обитель зла: Подземелье, а также в новеллизациях из игр, в которых она появляется (Обитель зла: Заговор корпорации Umbrella и Resident Evil: Zero Hour). В Бухте Калибан, Ребекка с помощью членов филиала «S.T.A.R.S.» из города Эксетер (штат Мэн) пытается остановить учёного-негодяя от распространения нового штамма T-вируса. В Подземелье, она, Леон Скотт Кеннеди и персонаж Дэвид Трапп (из Бухты Калибан) приступают к поиску нового объекта Амбреллы, скрытого под пустыней в Юте, захваченного другим учёным-негодяем из корпорации.
Она также появляется в комиксах Resident Evil под названием S.T.A.R.S. Files и в отклонённом сценарии Джорджа Ромеро фильма Resident Evil, играя ту же роль, что и в первой игре; согласно этому сценарию, она была одной из четырёх выживших. Занимает одну из главных ролей в анимационном фильме Обитель зла: Вендетта и в итоге едва не стала зомби. Два раза.

### В анимационных фильмах
Занимает одну из главных ролей в Обитель зла: Вендетта.

### В товарах
В 2001 году производитель игрушек Moby Dick представил экшен-фигурку Ребекки в серии, связанной Resident Evil 3: Nemesis, хотя на самом деле персонаж не появляется в этой игре (фактически фигурка была основана на изображении персонажа из отменённой для Nintendo 64 версии игры Resident Evil Zero). А в 2009 году Organic представил фигурку Ребекки и монстра Хантера. Кроме того, Vanilla Chop выпустила фигурку (масштаб 1/6) персонажа в дополнительном костюме из Zero.

## Способности и умения
В игре Resident Evil Zero, в которой она является начальным персонажем, Ребекка слабее, чем Билли — как физически, так и в плане уровня здоровья. Так, Ребекка не может толкать тяжёлые предметы, но зато может носить любое оружие и предметы. Её уникальный навык заключается в способности смешивать различные химикаты.

## Отзывы и критика
Персонаж был положительно встречен критиками. По мнению IGN, «Ребекка может показаться не более чем отважный приятель, но она может больше, чем просто постоять за себя в бою.» GameDaily посвятил ей свою 11-страничную статью и объявил «Девушкой Недели», комментируя, что «Самый молодой участник из Resident Evil сражается с зомби и другими ужасами так, что вам и не приходилось. Это делает её настоящим американским героем.» А PC Games Hardware в 2008 году перечислило её среди 112 самых важных женских персонажей в играх.
В 2009 году IGN включал её в список персонажей, которых бы они хотели увидеть в Resident Evil 6. Joystiq оценил включение Ребекки в загружаемый контент для Resident Evil 5, заявив, «мы все за [её] возвращение». Оценивая, кто из героев серии Resident Evil лучше всего одет, чтобы выжить в реальном зомби-апокалипсисе, GamesRadar нашёл Ребекку „более практично одетой“, чем Ада Вонг или Джилл Валентайн» несмотря на свой внешний вид «неполовозрелого мальчика».